# Max Weisglas

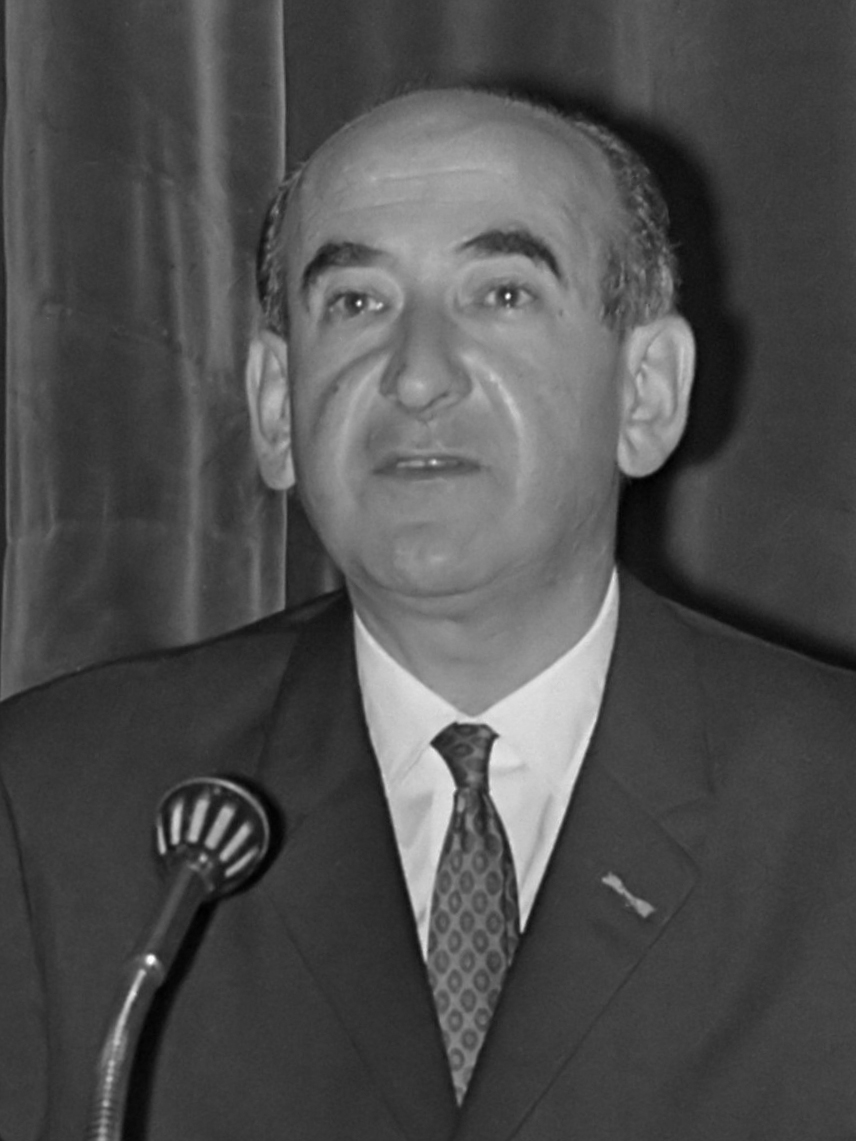
Max Weisglas (1968)

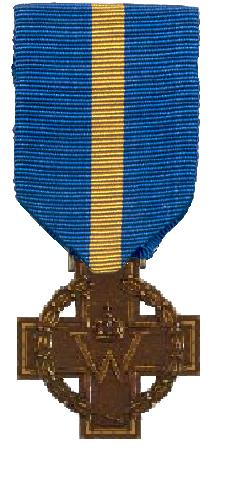
Kruis van Verdienste 1941

Max Weisglas (Den Haag, 23 mei 1921 – aldaar, 18 maart 2003) was een Nederlands econoom, diplomaat en Engelandvaarder.

## Levensloop
Weisglas studeerde economie aan de Nederlandsche Economische Hoogeschool te Rotterdam. In de Tweede Wereldoorlog vluchtte hij samen met zijn vriend Louis van Coevorden en twee anderen via België en Frankrijk naar Zwitserland. Op ski's werd vanuit Pontarlier de Zwitserse grens overgestoken, waarna met de trein het gezantschap in Bern werd bereikt. Later trok Weisglas via Frankrijk en Spanje naar Gibraltar, om uiteindelijk in Londen te belanden. Ook zijn latere echtgenote Milly Kaufmann vluchtte naar Zwitserland. Weisglas en Kaufmann trouwden kort na de oorlog in Genève.
Van 1945-1951 was Weisglas chef van de persdienst van het Ministerie van Economische Zaken en tevens chef van het bureau Benelux. Public Relations stond nog in zijn kinderschoenen. Hij gaf ook voorlichting over het Marshallplan. In april 1947 gingen minister-president Louis Beel,  Hans Hirschfeld en Horatius Albarda naar Indië en kregen daar van de Amerikaanse ambassadeur te horen dat de Verenigde Staten niet van plan waren krediet aan Nederlands-Indië te verlenen voordat er orde heerste. Er was geen steun vanuit Engeland en de VS voor militair ingrijpen en op 22 juli 1947 vond de eerste  politionele actie plaats. Weisglas was adviseur van het Ministerie van Economische Zaken in Indonesië en speelde een belangrijke rol bij de afwikkeling van de onafhankelijkheid van Indonesië (1949). Hij beschreef zijn herinneringen aan Indonesië 1947-1973 in zijn boek 'Aan de wieg van een Natie'. Nadat de rust in Indonesië was teruggekeerd, bezocht Weisglas het land in 1951 met een delegatie Nederlandse ondernemers.
Van 1951-1957 was hij adviseur externe betrekkingen bij de voorloper van het VNO. In 1955 werd het Nederlands Genootschap voor Public Relations opgericht, waarvan Rein Vogels voorzitter was en Weisglas vicevoorzitter. Van 1957-1961 was hij algemeen vertegenwoordiger van de Nederlandse industrie. In 1961 werd hij hoofd van de economische afdeling van Unilever.
In 1984 werd Weisglas benoemd tot hoogleraar Europese Studies aan de Universiteit van Amsterdam. Om tijdens de studie werkervaring op te doen, werd voor de studenten een stagebureau opgericht. Aanvankelijk verzorgde Max Weisglas, de eerste bijzonder hoogleraar van de opleiding, de meeste stageplekken via zijn contacten. "Je moet dan denken aan bedrijven als AKZO Nobel en organisaties als de Europese Culturele Stichting en het Ministerie van Defensie". Enkele jaren later werd hij professor aan de Universiteit van Antwerpen.

## Privéleven
Max Weisglas en zijn echtgenote Milly Kaufmann (1923-2017) zijn de ouders van politicus Frans Weisglas, die van 2002 tot 2006 voorzitter van de Tweede Kamer was.

## Onderscheidingen
- Kruis van Verdienste, 5 september 1944
- Erepenning UvA, 1976
- Officier Orde van Oranje-Nassau
- Ridder Orde van de Nederlandse Leeuw

- Bibliothèque nationale de France: cb12128278f (data)
- Digitale Bibliotheek voor de Nederlandse Letteren: weis017
- Gemeinsame Normdatei: 170123197
- International Standard Name Identifier: 0000 0001 1068 2488
- Library of Congress Control Number: nr89004817
- Nationale Bibliotheek van Israël: 987007290262505171
- Nederlandse Thesaurus van Auteursnamen: 069163553
- Système universitaire de documentation: 076952444
- Virtual International Authority File: 66500785
- WorldCat: E39PBJt8gWKTrCj3gf6JKFVXBP